# Warren County (Georgia)
Das Warren County ist ein County im Bundesstaat Georgia der Vereinigten Staaten. Der Verwaltungssitz (County Seat) ist Warrenton.

## Geographie
Das County liegt im mittleren Nordosten von Georgia, ist etwa 50 km von der Grenze zu South Carolina entfernt und hat eine Fläche von 743 Quadratkilometern, wovon drei Quadratkilometer Wasserfläche sind, und grenzt im Uhrzeigersinn an folgende Countys: McDuffie County, Jefferson County, Glascock County, Hancock County, Taliaferro County und Wilkes County.

## Geschichte
Warren County wurde am 19. Dezember 1793 als 20. County von Georgia aus Teilen des Columbia County, des Burke County, des Richmond County und des Wilkes County gebildet. Benannt wurde es, ebenso wie die Stadt Warrenton,  nach General Joseph Warren, einem Helden Im Revolutionskrieg, getötet bei der Schlacht von Bunker Hill.

## Demografische Daten
Laut der Volkszählung von 2010 verteilten sich die damaligen 5834 Einwohner auf 2315 bewohnte Haushalte, was einen Schnitt von 2,48 Personen pro Haushalt ergibt. Insgesamt bestehen 2985 Haushalte.
68,3 % der Haushalte waren Familienhaushalte (bestehend aus verheirateten Paaren mit oder ohne Nachkommen bzw. einem Elternteil mit Nachkomme) mit einer durchschnittlichen Größe von 3,05 Personen. In 30,6 % aller Haushalte lebten Kinder unter 18 Jahren sowie in 32,8 % aller Haushalte Personen mit mindestens 65 Jahren.
26,1 % der Bevölkerung waren jünger als 20 Jahre, 20,4 % waren 20 bis 39 Jahre alt, 29,2 % waren 40 bis 59 Jahre alt und 24,2 % waren mindestens 60 Jahre alt. Das mittlere Alter betrug 43 Jahre. 46,2 % der Bevölkerung waren männlich und 53, % weiblich.
36,9 % der Bevölkerung bezeichneten sich als Weiße, 61,7 % als Afroamerikaner, 0,2 % als Indianer und 0,4 % als Asian Americans. 0,2 % gaben die Angehörigkeit zu einer anderen Ethnie und 0,6 % zu mehreren Ethnien an. 0,9 % der Bevölkerung bestand aus Hispanics oder Latinos.
Das durchschnittliche Jahreseinkommen pro Haushalt lag bei 31.875 USD, dabei lebten 26,4 % der Bevölkerung unter der Armutsgrenze.

## Orte im Warren County
Orte im Warren County mit Einwohnerzahlen der Volkszählung von 2010:
Cities:
- Norwood – 239 Einwohner
- Warrenton (County Seat) – 1937 Einwohner

Town:
- Camak – 138 Einwohner